# Saint-Restitut
Saint-Restitut ist eine französische Gemeinde mit 1450 Einwohnern (Stand 1. Januar 2022) im Département Drôme in der Region Auvergne-Rhône-Alpes; sie gehört zum Arrondissement Nyons und zum Kanton Le Tricastin.
Nachbargemeinden von Saint-Restitut sind Clansayes im Norden, Solérieux im Osten, Suze-la-Rousse im Südosten, Bollène im Südwesten und Saint-Paul-Trois-Châteaux im Nordwesten.

## Bevölkerungsentwicklung
| Jahr                       | 1962 | 1968 | 1975 | 1982 | 1990 | 1999 | 2009 | 2016 |
| Einwohner                  | 441  | 453  | 492  | 630  | 947  | 1243 | 1386 | 1373 |
| Quellen: Cassini und INSEE |      |      |      |      |      |      |      |      |

## Sehenswürdigkeiten
- Kirche Saint-Restitut (12. Jahrhundert) mit der Tour Funéraire (11. Jahrhundert), beides Monument historique[1]
- Heilig-Grab-Kapelle (Chapelle du Saint-Sépulcre, 1508, Monument historique)[2]
- Unterirdische Steinbrüche aus dem 18. Jahrhundert, heute als Weinkeller genutzt

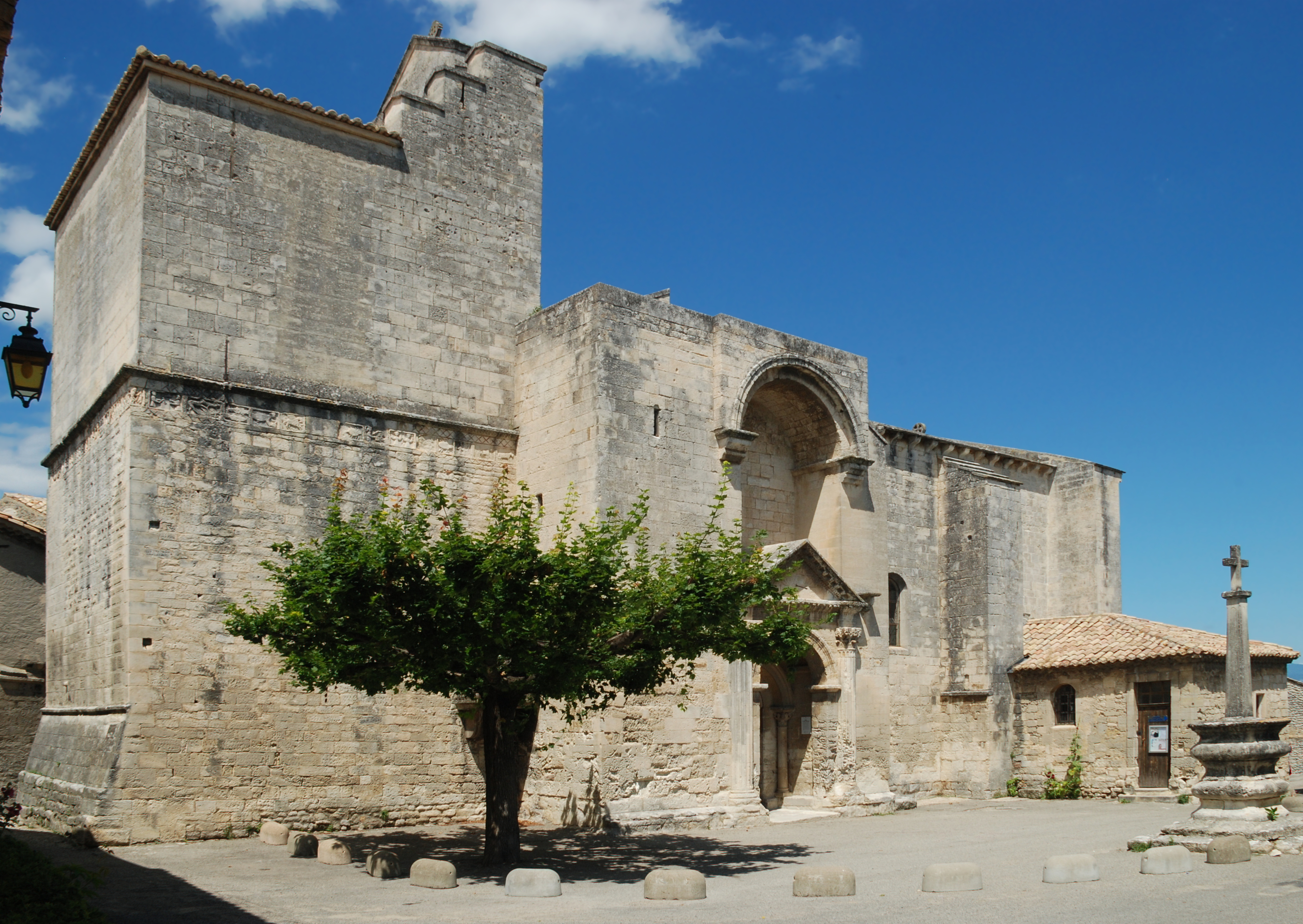
Kirche Saint-Restitut
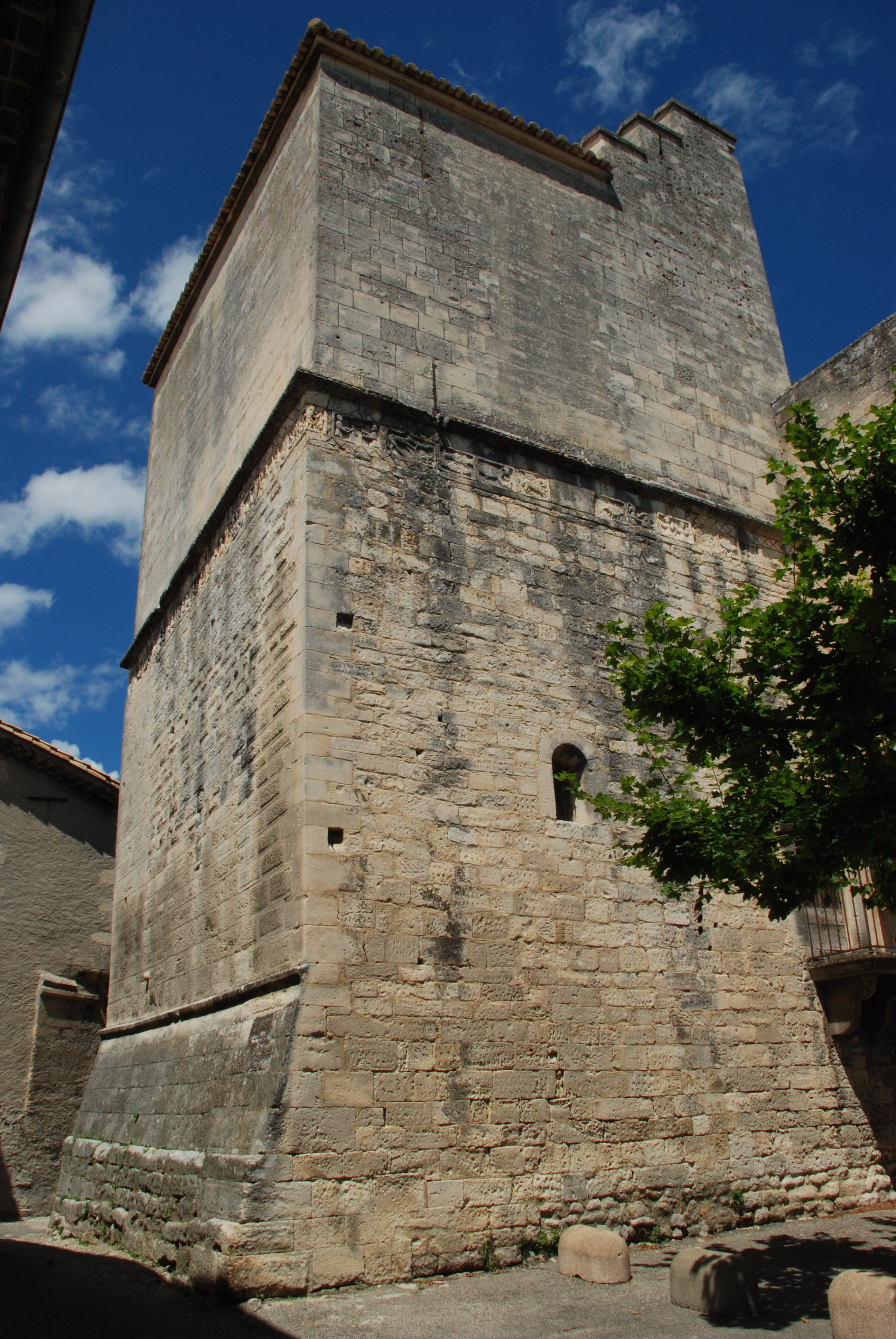
Tour funéraire
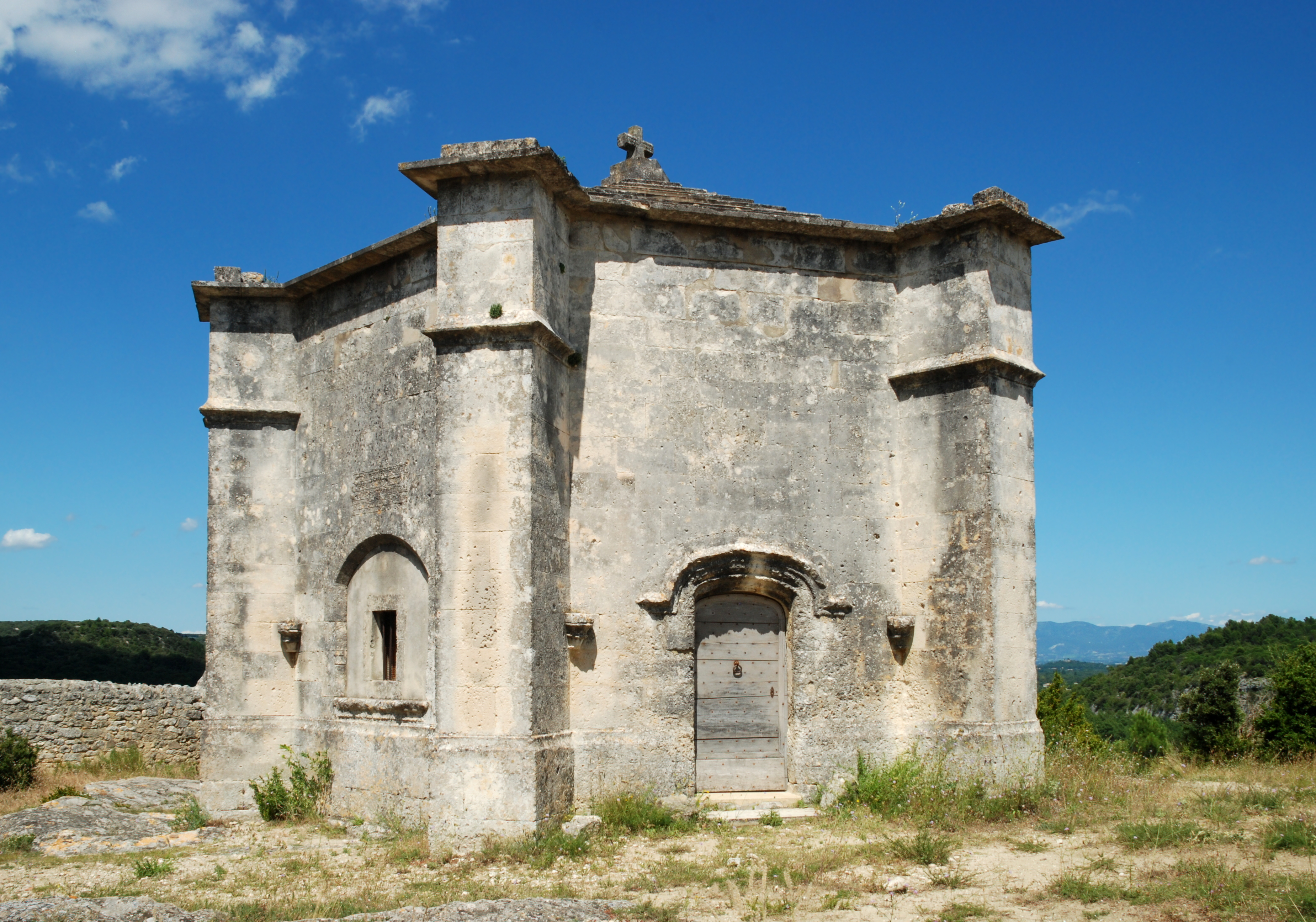
Kapelle Saint-Sépulcre